# Woronicza (zajezdnia autobusowa)
Woronicza, właśc. Oddział Przewozów R-1 „Woronicza” – zajezdnia autobusowa należąca do Miejskich Zakładów Autobusowych w Warszawie. Znajduje się przy ul. Jana Pawła Woronicza 29 w dzielnicy Mokotów, obok Zakładu Eksploatacji Tramwajów R-3 „Mokotów”.

## Opis
Zajezdnię z przeznaczeniem dla 150 autobusów oddano do użytku wiosną 1959 roku.
Obecnie ma na stanie 347 autobusów. Trzon taboru stanowią 202 Solarisy Urbino 18 III wyprodukowane w latach 2007–2011 i 2020. W nowym systemie organizacji taboru MZA zajezdnia specjalizuje się w pojazdach marki Solaris.
W 2020 r. do zajezdni dostarczono 30 Solarisów Urbino 18 IV FL Electric, będących częścią zamówienia na 130 przegubowych autobusów elektrycznych. Pozostałe przydzielono zajezdniom Ostrobramska i Stalowa (po 50 wozów).

## Tabor[3]
| Numer taborowy                                  | Model                            | Ilość | Rok produkcji | Uwagi                                                                       |
| ----------------------------------------------- | -------------------------------- | ----- | ------------- | --------------------------------------------------------------------------- |
| 1020–1039                                       | Solbus Solcity SM10              | 20    | 2011          |                                                                             |
| 1060–1079                                       | Solbus Solcity SM10              | 20    | 2013          |                                                                             |
| 1200–1224                                       | Solbus Solcity SM12              | 25    | 2012          |                                                                             |
| 1531–1535                                       | Solaris Urbino 12 III            | 5     | 2011          |                                                                             |
| 1901–1910                                       | Solaris Urbino 12 III Electric   | 10    | 2015          |                                                                             |
| 1911–1920                                       | Solaris Urbino 12 IV Electric    | 10    | 2018          |                                                                             |
| 1990–1999                                       | Ursus CS12LFE City Smile         | 10    | 2017          |                                                                             |
| 2000–2034, 2036–2046                            | Solbus Solcity SM18              | 46    | 2014          |                                                                             |
| 5870–5899                                       | Solaris Urbino 18 IV FL Electric | 30    | 2020          |                                                                             |
| 8198                                            | Solaris Urbino 18 III            | 1     | 2007          | 8198 został zabytkiem.                                                      |
| 8300–8341                                       | Solaris Urbino 18 III            | 42    | 2010          |                                                                             |
| 8342–8369, 8500–8560                            | Solaris Urbino 18 III            | 89    | 2011          |                                                                             |
| 8800–8802 8804–8812, 8815–8819, 8823–8826, 8843 | Solaris Urbino 18 III            | 22    | 2008          |                                                                             |
| 8880–8899                                       | Solaris Urbino 18 III            | 20    | 2009          | 8880 od grudnia 2020 roku wyposażony jest w wyświetlacze o białej czcionce. |
| SUMA                                            |                                  | 349   |               |                                                                             |

Tabor w całości niskopodłogowy.
Stan wszystkich pojazdów na 10 sierpnia 2023 r.